# Exorista rubricans
Exorista rubricans là một loài ruồi trong họ Tachinidae.